# Norops cumingii
Norops cumingii este o specie de șopârle din genul Norops, familia Polychrotidae, descrisă de Peters 1863. Conform Catalogue of Life specia Norops cumingii nu are subspecii cunoscute.